# Thysanopyga longistria
Thysanopyga longistria là một loài bướm đêm trong họ Geometridae.